# Aniak (cráter)
Aniak es un cráter de impacto del planeta Marte situado a -32.2° Norte y 69.6° Oeste (-31.9° Norte y 290.4° Este). El impacto causó una abertura de 51 kilómetros de diámetro en la superficie del cuadrángulo MC-25 del planeta. El nombre fue aprobado en 1979 por la Unión Astronómica Internacional en honor a la localidad de Aniak (Alaska).